# Enrique Lora
Enrique Lora Millán (La Puebla del Río, 7 maggio 1945) è un ex calciatore spagnolo, di ruolo centrocampista.

## Carriera
Giocò nel Siviglia fra gli anni '60 ed '70, nei quali la squadra oscillava tra prima e seconda serie. Suo miglior risultato fu il terzo posto ottenuto nella stagione 1969-70. Chiuse la carriera con un biennio al Recreativo Huelva, con cui ottenne al primo anno una promozione in massima serie.
Disputò anche 14 partite con la Nazionale spagnola. Il suo esordio era stato imposto al commissario tecnicoLászló Kubala, a cui fu richiesto di far giocare almeno un giocatore del Siviglia in cambio dell'utilizzo del campo della società andalusa. Lora disputò una buona partita e rimase nel giro della Nazionale per altri due anni.